# Parthamaspates
Parthamaspates, död 123, var kung av Partherriket mellan 116 och 117 e.Kr. 